# Navia (Vigo)
Navia es una parroquia del ayuntamiento de Vigo, provincia de Pontevedra, comunidad autónoma de Galicia, en España.

## Datos básicos
Según datos del padrón de 2011, contaba con una población de 8982 habitantes, repartidos en 11 entidades de población. Debido a la reciente construcción del PAU de Navia, el más importante proyecto urbanístico vigués actual, la población de la parroquia está en continuo crecimiento. El barrio más joven de Vigo, que ha nacido y crecido en torno a la calle Teixugueiras, uno de los viales de mayor longitud de la ciudad (1,8 kilómetros), estrena década de existencia con problemas de malas calidades en sus viviendas, inexistencia de conexiones viarias de entrada y salida aún sin resolver, especialmente con la Avenida de Europa. Ello hace que sea un barrio prácticamente aislado de Vigo. Con edificios concluidos a finales de 2004 no sería hasta julio de 2005 cuando se estrenaron las primeras promociones del llamado Polígono de Actuación Urbanística (PAU) de Navia.
El barrio vigués situado al oeste de la ciudad sufrió tal 'boom' que la parroquia de San Paio de Navia pasó de tener una población de 2.278 personas en 2004, a las 11.000 que estiman los vecinos actualmente, 8.429 según el censo oficial del Concello a enero de 2021.
Los primeros habitantes de Teixugueiras, incorporada al callejero de la ciudad en diciembre anterior con Lamelas, se encontraron con viales destrozados, escombros por doquier, ningún servicio y luz de obra. Desolador panorama, que a fecha de hoy ha ido mejorando pero todavía con numerosas deficiencias.
De hecho, meses después Concello y Junta daban un ultimátum a las constructoras para que reparasen Teixugueiras. Diez años después Navia rezuma actividad pero con el cliché de ser una ciudad dentro de otra ciudad ante la incomodidad de sus accesos.
El PAU fue llevado a pleno en 1995 y en esa superficie de poco más de 720 000 m² comenzaron a levantarse edificios, un total de 4.345 viviendas a lo largo de Teixugueiras. La Junta, a través de Xestur, expropió fincas rurales y casas unifamiliares de la parroquia  para crear el a día de hoy polígono urbano con más habitantes que 34 de los 62 ayuntamientos de la provincia. Así nacía un barrio totalmente nuevo y joven, con residentes de 20 a 30 años de edad que buscaban un hogar a precios más bajos que los ofertados en el centro de Vigo. Ayudó  el hecho de ser viviendas de protección oficial, que en función de la renta obtienes una ayuda fija y compensaciones en la hipoteca hasta del 25% durante 10 años.
Edificios de protección oficial, comprados con hipotecas a través de convenios con la Junta, todos los inquilinos e en unas mismas condiciones, con casas 90 m² y características similares.
Navia sigue creciendo. Tras el verano se inaugura el centro Máis que Auga y una guardería. Y con la entrega del plan parcial urbanístico espera un nuevo impulso: 1500 viviendas más con desarrollo planteado a cinco años vista.
Las fiestas patronales en honor al patrón San Paio de celebran los días 26,27,28 y 29 de junio con actuaciones musicales y actos religiosos como misas en su honor procesión de San Paio y grandes puestos de rosquillas y atracciones.

## Geografía
| NA CÑ VI MA CA FR LA TE CB CN SA AL OY CJ VA SA ZA BM BE Cangas Bueu Moaña Vilaboa Ensenada de San Simón Ría de Aldán Pazos de Borbén Redondela Sotomayor Gondomar Bayona Nigrán Mos Porriño Islas Cíes Océano Atlántico Vigo de Ría |
| Municipio de Vigo. |

Pequeña parroquia costera entre la Ría de Vigo y la desembocadura del Río Lagares, que la separa de la parroquia de Coruxo. Su litoral está enteramente ocupado por la playa de Samil, uno de los símbolos turísticos de la ciudad de Vigo.

## Referencias

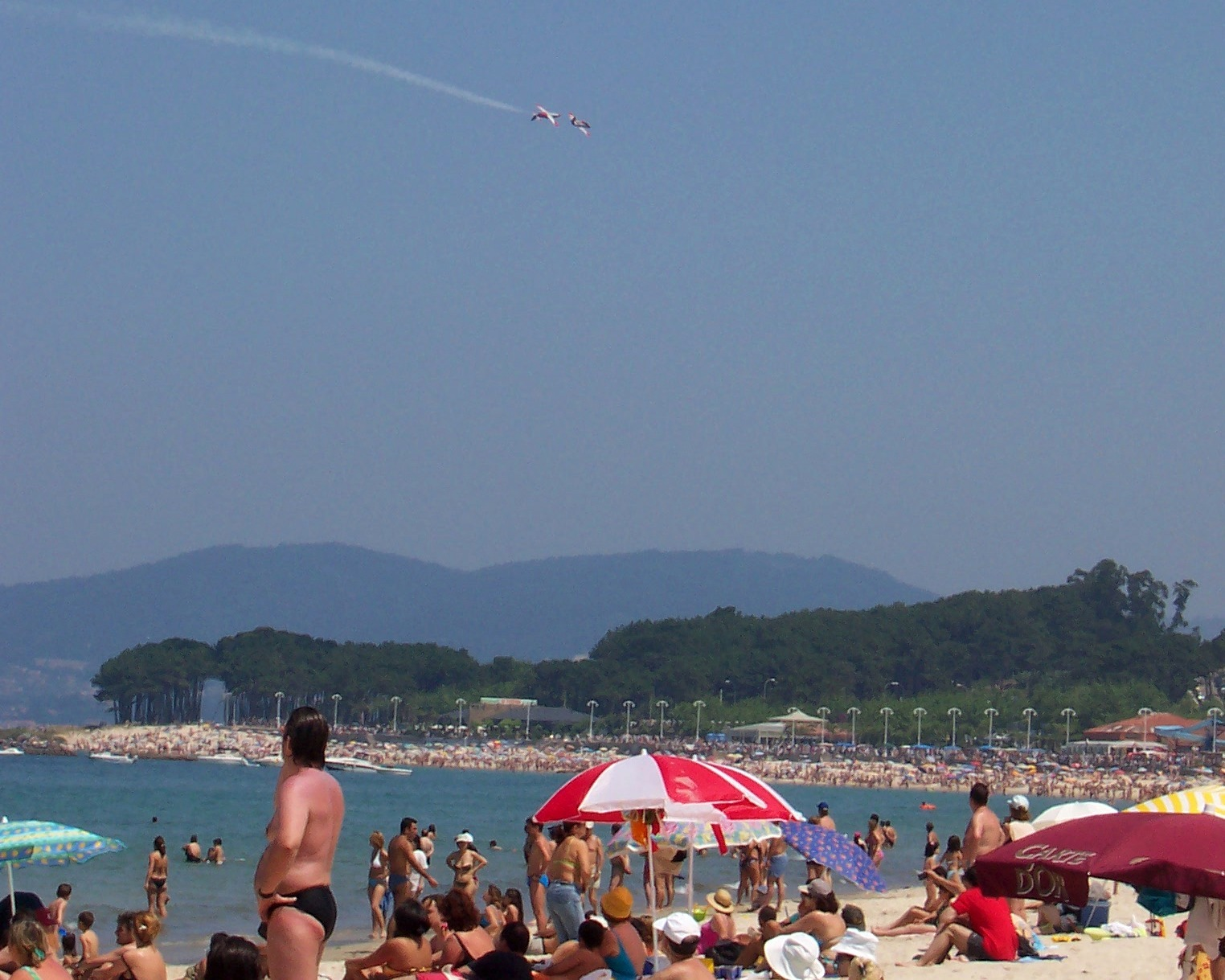
La Patrulla Águila durante la exhibición aéraea anual en la playa de Samil
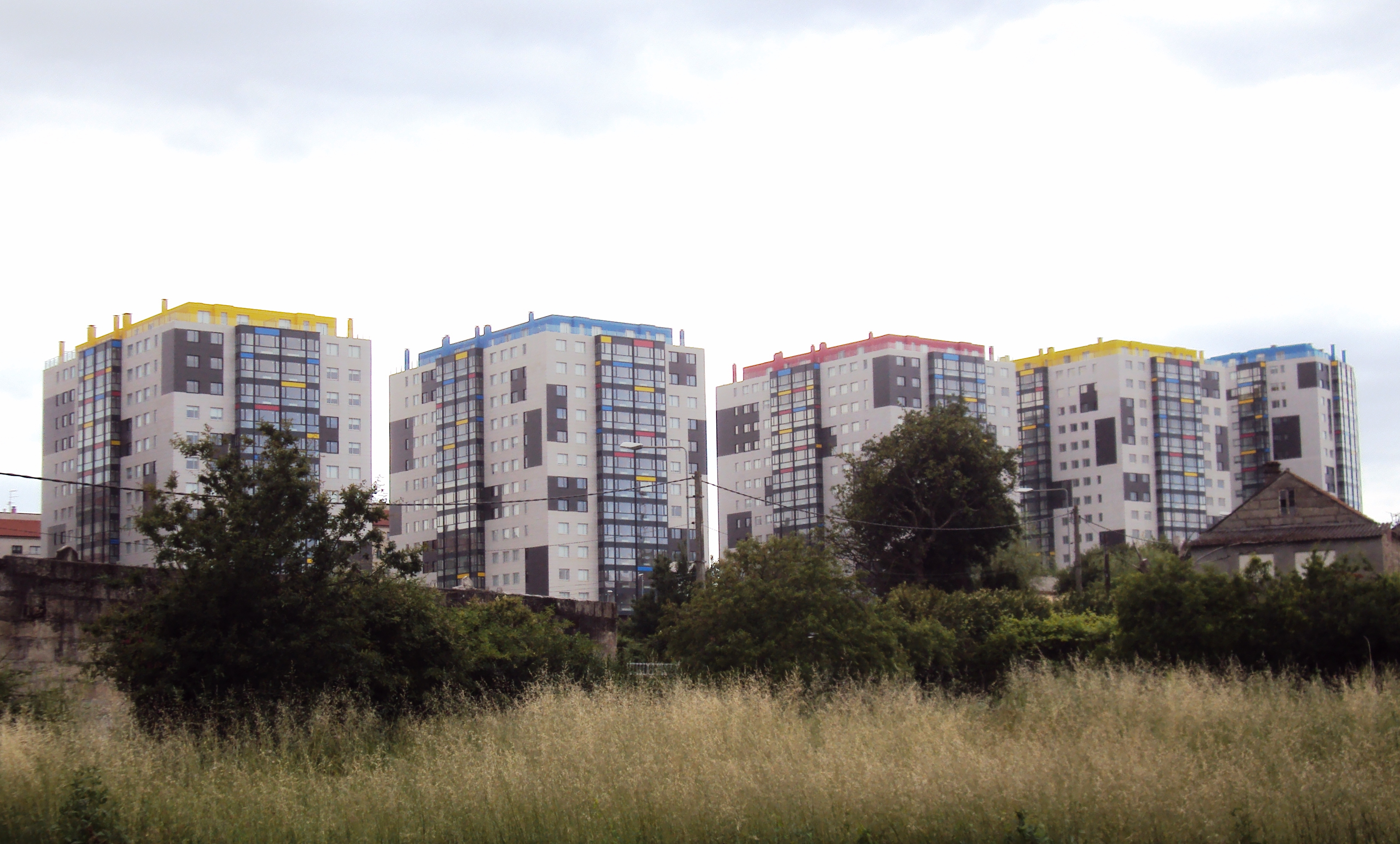
Nuevas urbanizaciones en el PAU de Navia